# 754 Malabar
754 Malabar је астероид главног астероидног појаса. Приближан пречник астероида је 87,62 ,
а средња удаљеност астероида од Сунца износи 2,991 астрономских јединица (АЈ).
Инклинација (нагиб) орбите у односу на раван еклиптике је 24,551 степени, а орбитални период износи 1890,056 дана (5,174 година). Ексцентрицитет орбите астероида износи 0,047.
Апсолутна магнитуда астероида износи 9,19 а геометријски албедо 0,048.
Астероид је откривен 22. августа 1906. године.